# Lista di asteroidi (340001-341000)
Di seguito una lista di asteroidi dal numero 340001 al 341000 con data di scoperta e scopritore.

## 340001-340100
| Nome              | Designazione provvisoria | Data di scoperta  | Scopritore        |
| ----------------- | ------------------------ | ----------------- | ----------------- |
| 340001 -          | 2005 UH299               | 26 ottobre 2005   | Spacewatch        |
| 340002 -          | 2005 UL300               | 26 ottobre 2005   | Spacewatch        |
| 340003 -          | 2005 UJ305               | 27 ottobre 2005   | Spacewatch        |
| 340004 -          | 2005 UM308               | 27 ottobre 2005   | Mt. Lemmon Survey |
| 340005 -          | 2005 UJ311               | 29 ottobre 2005   | CSS               |
| 340006 -          | 2005 UL311               | 29 ottobre 2005   | Mt. Lemmon Survey |
| 340007 -          | 2005 UH312               | 29 ottobre 2005   | Mt. Lemmon Survey |
| 340008 -          | 2005 UX312               | 29 ottobre 2005   | CSS               |
| 340009 -          | 2005 UL314               | 28 ottobre 2005   | CSS               |
| 340010 -          | 2005 UN318               | 27 ottobre 2005   | Spacewatch        |
| 340011 -          | 2005 UW332               | 29 ottobre 2005   | Mt. Lemmon Survey |
| 340012 -          | 2005 UK336               | 30 ottobre 2005   | Spacewatch        |
| 340013 -          | 2005 UR341               | 31 ottobre 2005   | Spacewatch        |
| 340014 -          | 2005 UF344               | 29 ottobre 2005   | Spacewatch        |
| 340015 -          | 2005 UN344               | 29 ottobre 2005   | Spacewatch        |
| 340016 -          | 2005 UB351               | 29 ottobre 2005   | CSS               |
| 340017 -          | 2005 US353               | 29 ottobre 2005   | CSS               |
| 340018 -          | 2005 UO355               | 29 ottobre 2005   | CSS               |
| 340019 -          | 2005 UF369               | 27 ottobre 2005   | Spacewatch        |
| 340020 -          | 2005 UE370               | 27 ottobre 2005   | Spacewatch        |
| 340021 -          | 2005 UF371               | 27 ottobre 2005   | Mt. Lemmon Survey |
| 340022 -          | 2005 UE374               | 27 ottobre 2005   | Spacewatch        |
| 340023 -          | 2005 UP376               | 27 ottobre 2005   | Spacewatch        |
| 340024 -          | 2005 UO387               | 30 ottobre 2005   | Mt. Lemmon Survey |
| 340025 -          | 2005 UP393               | 28 ottobre 2005   | CSS               |
| 340026 -          | 2005 UT403               | 29 ottobre 2005   | Mt. Lemmon Survey |
| 340027 -          | 2005 UN412               | 31 ottobre 2005   | Mt. Lemmon Survey |
| 340028 -          | 2005 UV412               | 31 ottobre 2005   | Mt. Lemmon Survey |
| 340029 -          | 2005 UU427               | 28 ottobre 2005   | Spacewatch        |
| 340030 -          | 2005 UG434               | 29 ottobre 2005   | Mt. Lemmon Survey |
| 340031 -          | 2005 UW437               | 26 ottobre 2005   | Spacewatch        |
| 340032 -          | 2005 UZ440               | 29 ottobre 2005   | CSS               |
| 340033 -          | 2005 UG444               | 30 ottobre 2005   | Spacewatch        |
| 340034 -          | 2005 UQ454               | 27 ottobre 2005   | LONEOS            |
| 340035 -          | 2005 UN459               | 27 ottobre 2005   | Mt. Lemmon Survey |
| 340036 -          | 2005 UL461               | 28 ottobre 2005   | Mt. Lemmon Survey |
| 340037 -          | 2005 UX476               | 25 ottobre 2005   | Spacewatch        |
| 340038 -          | 2005 UU478               | 27 ottobre 2005   | Spacewatch        |
| 340039 -          | 2005 UH484               | 22 ottobre 2005   | NEAT              |
| 340040 -          | 2005 UN485               | 22 ottobre 2005   | CSS               |
| 340041 -          | 2005 UE490               | 23 ottobre 2005   | CSS               |
| 340042 -          | 2005 UP490               | 25 settembre 2005 | Spacewatch        |
| 340043 -          | 2005 UH508               | 25 ottobre 2005   | Spacewatch        |
| 340044 -          | 2005 UO508               | 27 ottobre 2005   | Mt. Lemmon Survey |
| 340045 -          | 2005 UP509               | 28 ottobre 2005   | Spacewatch        |
| 340046 -          | 2005 UY513               | 27 ottobre 2005   | Mt. Lemmon Survey |
| 340047 -          | 2005 UP530               | 25 ottobre 2005   | CSS               |
| 340048 -          | 2005 VT5                 | 10 novembre 2005  | CSS               |
| 340049 -          | 2005 VK15                | 1º novembre 2005  | LINEAR            |
| 340050 -          | 2005 VL16                | 3 novembre 2005   | LINEAR            |
| 340051 -          | 2005 VK20                | 1º novembre 2005  | Spacewatch        |
| 340052 -          | 2005 VC23                | 25 ottobre 2005   | Spacewatch        |
| 340053 -          | 2005 VB24                | 1º novembre 2005  | Spacewatch        |
| 340054 -          | 2005 VT24                | 1º novembre 2005  | Spacewatch        |
| 340055 -          | 2005 VX29                | 4 novembre 2005   | Spacewatch        |
| 340056 -          | 2005 VG30                | 4 novembre 2005   | Spacewatch        |
| 340057 -          | 2005 VP31                | 4 novembre 2005   | Spacewatch        |
| 340058 -          | 2005 VY32                | 4 novembre 2005   | Spacewatch        |
| 340059 -          | 2005 VX33                | 2 novembre 2005   | Mt. Lemmon Survey |
| 340060 -          | 2005 VA40                | 4 novembre 2005   | CSS               |
| 340061 -          | 2005 VE40                | 4 novembre 2005   | Mt. Lemmon Survey |
| 340062 -          | 2005 VX41                | 3 novembre 2005   | LINEAR            |
| 340063 -          | 2005 VK47                | 5 novembre 2005   | Spacewatch        |
| 340064 -          | 2005 VH51                | 3 novembre 2005   | CSS               |
| 340065 -          | 2005 VC56                | 4 novembre 2005   | Spacewatch        |
| 340066 -          | 2005 VD56                | 4 novembre 2005   | Spacewatch        |
| 340067 -          | 2005 VB67                | 28 ottobre 2005   | Spacewatch        |
| 340068 -          | 2005 VV71                | 1º novembre 2005  | Mt. Lemmon Survey |
| 340069 -          | 2005 VW78                | 6 novembre 2005   | Mt. Lemmon Survey |
| 340070 -          | 2005 VH81                | 5 novembre 2005   | Spacewatch        |
| 340071 Vanmunster | 2005 VF82                | 9 novembre 2005   | De Cat, P.        |
| 340072 -          | 2005 VO107               | 5 novembre 2005   | Spacewatch        |
| 340073 -          | 2005 VV113               | 10 novembre 2005  | Spacewatch        |
| 340074 -          | 2005 VA118               | 12 novembre 2005  | Spacewatch        |
| 340075 -          | 2005 WQ5                 | 21 novembre 2005  | Spacewatch        |
| 340076 -          | 2005 WX6                 | 21 novembre 2005  | CSS               |
| 340077 -          | 2005 WP7                 | 21 novembre 2005  | Healy, D.         |
| 340078 -          | 2005 WM10                | 22 novembre 2005  | Spacewatch        |
| 340079 -          | 2005 WH17                | 22 novembre 2005  | Spacewatch        |
| 340080 -          | 2005 WA25                | 21 novembre 2005  | Spacewatch        |
| 340081 -          | 2005 WC25                | 21 novembre 2005  | Spacewatch        |
| 340082 -          | 2005 WF26                | 21 novembre 2005  | Spacewatch        |
| 340083 -          | 2005 WK27                | 21 novembre 2005  | Spacewatch        |
| 340084 -          | 2005 WR28                | 21 novembre 2005  | Spacewatch        |
| 340085 -          | 2005 WZ28                | 21 novembre 2005  | Spacewatch        |
| 340086 -          | 2005 WL33                | 21 novembre 2005  | Spacewatch        |
| 340087 -          | 2005 WE38                | 22 novembre 2005  | Spacewatch        |
| 340088 -          | 2005 WV39                | 25 novembre 2005  | Mt. Lemmon Survey |
| 340089 -          | 2005 WZ42                | 21 novembre 2005  | Spacewatch        |
| 340090 -          | 2005 WW47                | 25 novembre 2005  | Spacewatch        |
| 340091 -          | 2005 WZ47                | 25 novembre 2005  | Spacewatch        |
| 340092 -          | 2005 WK55                | 26 novembre 2005  | Mt. Lemmon Survey |
| 340093 -          | 2005 WR56                | 29 novembre 2005  | LINEAR            |
| 340094 -          | 2005 WM67                | 22 novembre 2005  | Spacewatch        |
| 340095 -          | 2005 WY70                | 21 novembre 2005  | Spacewatch        |
| 340096 -          | 2005 WS73                | 26 novembre 2005  | Mt. Lemmon Survey |
| 340097 -          | 2005 WF75                | 25 novembre 2005  | Spacewatch        |
| 340098 -          | 2005 WQ96                | 26 novembre 2005  | Spacewatch        |
| 340099 -          | 2005 WV100               | 29 novembre 2005  | LINEAR            |
| 340100 -          | 2005 WO105               | 29 novembre 2005  | Spacewatch        |

## 340101-340200
| Nome     | Designazione provvisoria | Data di scoperta | Scopritore        |
| -------- | ------------------------ | ---------------- | ----------------- |
| 340101 - | 2005 WO108               | 29 novembre 2005 | LINEAR            |
| 340102 - | 2005 WS109               | 30 novembre 2005 | Spacewatch        |
| 340103 - | 2005 WE116               | 30 novembre 2005 | LINEAR            |
| 340104 - | 2005 WR117               | 28 novembre 2005 | LINEAR            |
| 340105 - | 2005 WC118               | 28 novembre 2005 | CSS               |
| 340106 - | 2005 WW120               | 30 novembre 2005 | LINEAR            |
| 340107 - | 2005 WY128               | 25 novembre 2005 | Mt. Lemmon Survey |
| 340108 - | 2005 WY139               | 26 novembre 2005 | Mt. Lemmon Survey |
| 340109 - | 2005 WC147               | 25 novembre 2005 | Spacewatch        |
| 340110 - | 2005 WO147               | 25 novembre 2005 | CSS               |
| 340111 - | 2005 WZ155               | 29 novembre 2005 | NEAT              |
| 340112 - | 2005 WY164               | 22 ottobre 2005  | Spacewatch        |
| 340113 - | 2005 WM168               | 30 novembre 2005 | Spacewatch        |
| 340114 - | 2005 WW170               | 30 novembre 2005 | Spacewatch        |
| 340115 - | 2005 WE176               | 30 novembre 2005 | Spacewatch        |
| 340116 - | 2005 WF192               | 25 novembre 2005 | CSS               |
| 340117 - | 2005 WT192               | 26 novembre 2005 | LINEAR            |
| 340118 - | 2005 WW192               | 26 novembre 2005 | CSS               |
| 340119 - | 2005 WO193               | 28 novembre 2005 | LINEAR            |
| 340120 - | 2005 WL197               | 21 novembre 2005 | Spacewatch        |
| 340121 - | 2005 WX199               | 25 novembre 2005 | Spacewatch        |
| 340122 - | 2005 WG201               | 28 novembre 2005 | Spacewatch        |
| 340123 - | 2005 WY207               | 29 novembre 2005 | Mt. Lemmon Survey |
| 340124 - | 2005 XD3                 | 1º dicembre 2005 | LINEAR            |
| 340125 - | 2005 XH5                 | 4 dicembre 2005  | Spacewatch        |
| 340126 - | 2005 XQ16                | 1º dicembre 2005 | Spacewatch        |
| 340127 - | 2005 XG18                | 1º dicembre 2005 | Spacewatch        |
| 340128 - | 2005 XX28                | 2 dicembre 2005  | LINEAR            |
| 340129 - | 2005 XL36                | 4 dicembre 2005  | Spacewatch        |
| 340130 - | 2005 XK41                | 6 dicembre 2005  | Spacewatch        |
| 340131 - | 2005 XY51                | 2 dicembre 2005  | Spacewatch        |
| 340132 - | 2005 XT73                | 6 dicembre 2005  | Spacewatch        |
| 340133 - | 2005 XD82                | 8 dicembre 2005  | Mt. Lemmon Survey |
| 340134 - | 2005 XG84                | 8 dicembre 2005  | CSS               |
| 340135 - | 2005 XH117               | 7 dicembre 2005  | Spacewatch        |
| 340136 - | 2005 YK6                 | 21 dicembre 2005 | CSS               |
| 340137 - | 2005 YS13                | 22 dicembre 2005 | Spacewatch        |
| 340138 - | 2005 YK24                | 24 dicembre 2005 | Spacewatch        |
| 340139 - | 2005 YX24                | 24 dicembre 2005 | Spacewatch        |
| 340140 - | 2005 YW25                | 24 dicembre 2005 | Spacewatch        |
| 340141 - | 2005 YQ33                | 24 dicembre 2005 | Spacewatch        |
| 340142 - | 2005 YM39                | 26 dicembre 2005 | CSS               |
| 340143 - | 2005 YV42                | 24 dicembre 2005 | Spacewatch        |
| 340144 - | 2005 YJ43                | 24 dicembre 2005 | Spacewatch        |
| 340145 - | 2005 YG52                | 26 dicembre 2005 | Mt. Lemmon Survey |
| 340146 - | 2005 YH52                | 26 dicembre 2005 | Mt. Lemmon Survey |
| 340147 - | 2005 YA54                | 24 dicembre 2005 | Spacewatch        |
| 340148 - | 2005 YG62                | 24 dicembre 2005 | Spacewatch        |
| 340149 - | 2005 YL63                | 24 dicembre 2005 | Spacewatch        |
| 340150 - | 2005 YB71                | 22 dicembre 2005 | Spacewatch        |
| 340151 - | 2005 YX73                | 24 dicembre 2005 | Spacewatch        |
| 340152 - | 2005 YV82                | 24 dicembre 2005 | Spacewatch        |
| 340153 - | 2005 YP83                | 24 dicembre 2005 | Spacewatch        |
| 340154 - | 2005 YN89                | 26 dicembre 2005 | Mt. Lemmon Survey |
| 340155 - | 2005 YW92                | 27 dicembre 2005 | Mt. Lemmon Survey |
| 340156 - | 2005 YR97                | 24 dicembre 2005 | Spacewatch        |
| 340157 - | 2005 YG99                | 28 dicembre 2005 | Mt. Lemmon Survey |
| 340158 - | 2005 YD100               | 28 dicembre 2005 | Spacewatch        |
| 340159 - | 2005 YQ103               | 25 dicembre 2005 | Spacewatch        |
| 340160 - | 2005 YV112               | 25 dicembre 2005 | Mt. Lemmon Survey |
| 340161 - | 2005 YE114               | 25 dicembre 2005 | Spacewatch        |
| 340162 - | 2005 YD120               | 27 dicembre 2005 | Mt. Lemmon Survey |
| 340163 - | 2005 YO133               | 26 dicembre 2005 | Spacewatch        |
| 340164 - | 2005 YY138               | 27 dicembre 2005 | Mt. Lemmon Survey |
| 340165 - | 2005 YS140               | 28 dicembre 2005 | Mt. Lemmon Survey |
| 340166 - | 2005 YM144               | 28 dicembre 2005 | Mt. Lemmon Survey |
| 340167 - | 2005 YE146               | 29 dicembre 2005 | Mt. Lemmon Survey |
| 340168 - | 2005 YA148               | 25 dicembre 2005 | Spacewatch        |
| 340169 - | 2005 YH151               | 25 dicembre 2005 | Spacewatch        |
| 340170 - | 2005 YT151               | 26 dicembre 2005 | Spacewatch        |
| 340171 - | 2005 YU153               | 29 dicembre 2005 | LINEAR            |
| 340172 - | 2005 YJ166               | 27 dicembre 2005 | Spacewatch        |
| 340173 - | 2005 YD173               | 24 dicembre 2005 | LINEAR            |
| 340174 - | 2005 YT176               | 22 dicembre 2005 | Spacewatch        |
| 340175 - | 2005 YK178               | 24 dicembre 2005 | Spacewatch        |
| 340176 - | 2005 YL182               | 30 dicembre 2005 | LINEAR            |
| 340177 - | 2005 YM182               | 30 dicembre 2005 | LINEAR            |
| 340178 - | 2005 YS182               | 27 dicembre 2005 | Spacewatch        |
| 340179 - | 2005 YN188               | 28 dicembre 2005 | Mt. Lemmon Survey |
| 340180 - | 2005 YQ188               | 28 dicembre 2005 | Mt. Lemmon Survey |
| 340181 - | 2005 YY188               | 28 dicembre 2005 | Mt. Lemmon Survey |
| 340182 - | 2005 YO192               | 30 dicembre 2005 | Spacewatch        |
| 340183 - | 2005 YX192               | 30 dicembre 2005 | Spacewatch        |
| 340184 - | 2005 YN196               | 24 dicembre 2005 | Spacewatch        |
| 340185 - | 2005 YT203               | 25 dicembre 2005 | Mt. Lemmon Survey |
| 340186 - | 2005 YX206               | 27 dicembre 2005 | Spacewatch        |
| 340187 - | 2005 YE219               | 31 dicembre 2005 | Spacewatch        |
| 340188 - | 2005 YJ230               | 26 dicembre 2005 | Spacewatch        |
| 340189 - | 2005 YP230               | 26 dicembre 2005 | Spacewatch        |
| 340190 - | 2005 YT240               | 29 dicembre 2005 | Spacewatch        |
| 340191 - | 2005 YS266               | 25 dicembre 2005 | Spacewatch        |
| 340192 - | 2005 YP267               | 25 dicembre 2005 | Mt. Lemmon Survey |
| 340193 - | 2005 YB268               | 25 dicembre 2005 | Mt. Lemmon Survey |
| 340194 - | 2005 YE271               | 28 dicembre 2005 | Spacewatch        |
| 340195 - | 2005 YA275               | 25 dicembre 2005 | CSS               |
| 340196 - | 2005 YX275               | 10 marzo 2003    | Spacewatch        |
| 340197 - | 2005 YL290               | 25 dicembre 2005 | Mt. Lemmon Survey |
| 340198 - | 2005 YV291               | 30 dicembre 2005 | Spacewatch        |
| 340199 - | 2006 AQ5                 | 2 gennaio 2006   | CSS               |
| 340200 - | 2006 AL9                 | 4 gennaio 2006   | Spacewatch        |

## 340201-340300
| Nome     | Designazione provvisoria | Data di scoperta | Scopritore        |
| -------- | ------------------------ | ---------------- | ----------------- |
| 340201 - | 2006 AB15                | 5 gennaio 2006   | Mt. Lemmon Survey |
| 340202 - | 2006 AZ15                | 4 gennaio 2006   | Mt. Lemmon Survey |
| 340203 - | 2006 AR19                | 5 gennaio 2006   | Spacewatch        |
| 340204 - | 2006 AD33                | 6 gennaio 2006   | LINEAR            |
| 340205 - | 2006 AE33                | 6 gennaio 2006   | LINEAR            |
| 340206 - | 2006 AF33                | 6 gennaio 2006   | LINEAR            |
| 340207 - | 2006 AA34                | 6 gennaio 2006   | LINEAR            |
| 340208 - | 2006 AA40                | 7 gennaio 2006   | Mt. Lemmon Survey |
| 340209 - | 2006 AY52                | 5 gennaio 2006   | Spacewatch        |
| 340210 - | 2006 AU54                | 5 gennaio 2006   | Spacewatch        |
| 340211 - | 2006 AR61                | 5 gennaio 2006   | Spacewatch        |
| 340212 - | 2006 AW69                | 6 gennaio 2006   | Spacewatch        |
| 340213 - | 2006 AK72                | 6 gennaio 2006   | Mt. Lemmon Survey |
| 340214 - | 2006 AV74                | 5 gennaio 2006   | CSS               |
| 340215 - | 2006 AO84                | 6 gennaio 2006   | LINEAR            |
| 340216 - | 2006 AA93                | 29 dicembre 2005 | Spacewatch        |
| 340217 - | 2006 AJ96                | 6 gennaio 2006   | CSS               |
| 340218 - | 2006 AP98                | 7 gennaio 2006   | CSS               |
| 340219 - | 2006 AQ105               | 7 gennaio 2006   | Mt. Lemmon Survey |
| 340220 - | 2006 BP                  | 20 gennaio 2006  | CSS               |
| 340221 - | 2006 BV11                | 21 gennaio 2006  | Spacewatch        |
| 340222 - | 2006 BM24                | 23 gennaio 2006  | Mt. Lemmon Survey |
| 340223 - | 2006 BS32                | 21 gennaio 2006  | Spacewatch        |
| 340224 - | 2006 BY50                | 25 gennaio 2006  | Mt. Lemmon Survey |
| 340225 - | 2006 BR54                | 25 gennaio 2006  | Spacewatch        |
| 340226 - | 2006 BV60                | 18 gennaio 2006  | CSS               |
| 340227 - | 2006 BZ62                | 20 gennaio 2006  | Spacewatch        |
| 340228 - | 2006 BZ65                | 23 gennaio 2006  | Spacewatch        |
| 340229 - | 2006 BS68                | 23 gennaio 2006  | Spacewatch        |
| 340230 - | 2006 BN72                | 23 gennaio 2006  | Spacewatch        |
| 340231 - | 2006 BH74                | 23 gennaio 2006  | Spacewatch        |
| 340232 - | 2006 BP77                | 23 gennaio 2006  | CSS               |
| 340233 - | 2006 BM80                | 23 gennaio 2006  | Spacewatch        |
| 340234 - | 2006 BH81                | 23 gennaio 2006  | Spacewatch        |
| 340235 - | 2006 BL81                | 23 gennaio 2006  | Spacewatch        |
| 340236 - | 2006 BE85                | 25 gennaio 2006  | Spacewatch        |
| 340237 - | 2006 BU85                | 25 gennaio 2006  | CSS               |
| 340238 - | 2006 BL88                | 25 gennaio 2006  | Spacewatch        |
| 340239 - | 2006 BA91                | 26 gennaio 2006  | Spacewatch        |
| 340240 - | 2006 BJ93                | 26 gennaio 2006  | Spacewatch        |
| 340241 - | 2006 BK93                | 26 gennaio 2006  | Spacewatch        |
| 340242 - | 2006 BB100               | 22 gennaio 2006  | CSS               |
| 340243 - | 2006 BZ109               | 25 gennaio 2006  | Spacewatch        |
| 340244 - | 2006 BR115               | 26 gennaio 2006  | Spacewatch        |
| 340245 - | 2006 BW115               | 26 gennaio 2006  | Spacewatch        |
| 340246 - | 2006 BU117               | 26 gennaio 2006  | Mt. Lemmon Survey |
| 340247 - | 2006 BP118               | 26 gennaio 2006  | Spacewatch        |
| 340248 - | 2006 BB121               | 26 gennaio 2006  | Spacewatch        |
| 340249 - | 2006 BG123               | 26 gennaio 2006  | Spacewatch        |
| 340250 - | 2006 BK124               | 26 gennaio 2006  | Spacewatch        |
| 340251 - | 2006 BB128               | 26 gennaio 2006  | Spacewatch        |
| 340252 - | 2006 BB130               | 26 gennaio 2006  | Spacewatch        |
| 340253 - | 2006 BJ131               | 26 gennaio 2006  | Mt. Lemmon Survey |
| 340254 - | 2006 BL133               | 26 gennaio 2006  | Spacewatch        |
| 340255 - | 2006 BK136               | 28 gennaio 2006  | Mt. Lemmon Survey |
| 340256 - | 2006 BW139               | 30 gennaio 2006  | Cordell-Lorenz    |
| 340257 - | 2006 BU142               | 26 gennaio 2006  | Mt. Lemmon Survey |
| 340258 - | 2006 BF148               | 22 gennaio 2006  | CSS               |
| 340259 - | 2006 BG151               | 25 gennaio 2006  | Spacewatch        |
| 340260 - | 2006 BY153               | 25 gennaio 2006  | LONEOS            |
| 340261 - | 2006 BY155               | 25 gennaio 2006  | Spacewatch        |
| 340262 - | 2006 BH156               | 25 gennaio 2006  | Spacewatch        |
| 340263 - | 2006 BX157               | 25 gennaio 2006  | Spacewatch        |
| 340264 - | 2006 BU158               | 26 gennaio 2006  | Spacewatch        |
| 340265 - | 2006 BO161               | 26 gennaio 2006  | LONEOS            |
| 340266 - | 2006 BM163               | 26 gennaio 2006  | Mt. Lemmon Survey |
| 340267 - | 2006 BW172               | 27 gennaio 2006  | Spacewatch        |
| 340268 - | 2006 BY178               | 27 gennaio 2006  | LONEOS            |
| 340269 - | 2006 BW181               | 27 gennaio 2006  | Mt. Lemmon Survey |
| 340270 - | 2006 BL183               | 27 gennaio 2006  | LONEOS            |
| 340271 - | 2006 BY184               | 28 gennaio 2006  | Mt. Lemmon Survey |
| 340272 - | 2006 BO190               | 28 gennaio 2006  | Spacewatch        |
| 340273 - | 2006 BP193               | 30 gennaio 2006  | Spacewatch        |
| 340274 - | 2006 BU195               | 30 gennaio 2006  | Spacewatch        |
| 340275 - | 2006 BY212               | 31 gennaio 2006  | Spacewatch        |
| 340276 - | 2006 BD217               | 27 gennaio 2006  | LONEOS            |
| 340277 - | 2006 BC223               | 30 gennaio 2006  | Spacewatch        |
| 340278 - | 2006 BK223               | 30 gennaio 2006  | Spacewatch        |
| 340279 - | 2006 BY228               | 31 gennaio 2006  | Spacewatch        |
| 340280 - | 2006 BA229               | 31 gennaio 2006  | Spacewatch        |
| 340281 - | 2006 BL233               | 31 gennaio 2006  | Spacewatch        |
| 340282 - | 2006 BD261               | 31 gennaio 2006  | Spacewatch        |
| 340283 - | 2006 BG265               | 31 gennaio 2006  | Spacewatch        |
| 340284 - | 2006 BE269               | 27 gennaio 2006  | CSS               |
| 340285 - | 2006 BZ270               | 26 gennaio 2006  | CSS               |
| 340286 - | 2006 BX273               | 23 gennaio 2006  | Spacewatch        |
| 340287 - | 2006 BY277               | 23 gennaio 2006  | Spacewatch        |
| 340288 - | 2006 BD279               | 31 gennaio 2006  | Spacewatch        |
| 340289 - | 2006 BB280               | 23 gennaio 2006  | Spacewatch        |
| 340290 - | 2006 BH282               | 23 gennaio 2006  | Spacewatch        |
| 340291 - | 2006 CV                  | 3 febbraio 2006  | CSS               |
| 340292 - | 2006 CD3                 | 1º febbraio 2006 | Mt. Lemmon Survey |
| 340293 - | 2006 CX3                 | 1º febbraio 2006 | Mt. Lemmon Survey |
| 340294 - | 2006 CO5                 | 1º febbraio 2006 | Mt. Lemmon Survey |
| 340295 - | 2006 CX7                 | 1º febbraio 2006 | Mt. Lemmon Survey |
| 340296 - | 2006 CE9                 | 2 febbraio 2006  | Mt. Lemmon Survey |
| 340297 - | 2006 CU11                | 1º febbraio 2006 | Spacewatch        |
| 340298 - | 2006 CB29                | 2 febbraio 2006  | Spacewatch        |
| 340299 - | 2006 CS40                | 2 febbraio 2006  | Mt. Lemmon Survey |
| 340300 - | 2006 CT40                | 2 febbraio 2006  | Mt. Lemmon Survey |

## 340301-340400
| Nome     | Designazione provvisoria | Data di scoperta | Scopritore                 |
| -------- | ------------------------ | ---------------- | -------------------------- |
| 340301 - | 2006 CP45                | 3 febbraio 2006  | Spacewatch                 |
| 340302 - | 2006 CM47                | 3 febbraio 2006  | Spacewatch                 |
| 340303 - | 2006 CO50                | 3 febbraio 2006  | Mt. Lemmon Survey          |
| 340304 - | 2006 CL52                | 8 luglio 2003    | NEAT                       |
| 340305 - | 2006 CF60                | 1º febbraio 2006 | CSS                        |
| 340306 - | 2006 CD69                | 4 febbraio 2006  | Spacewatch                 |
| 340307 - | 2006 DJ                  | 17 febbraio 2006 | Ferrando, R., Ferrando, M. |
| 340308 - | 2006 DH1                 | 21 febbraio 2006 | CSS                        |
| 340309 - | 2006 DD2                 | 20 febbraio 2006 | Spacewatch                 |
| 340310 - | 2006 DR2                 | 20 febbraio 2006 | Spacewatch                 |
| 340311 - | 2006 DY4                 | 5 maggio 2002    | NEAT                       |
| 340312 - | 2006 DK6                 | 20 febbraio 2006 | CSS                        |
| 340313 - | 2006 DV7                 | 20 febbraio 2006 | Spacewatch                 |
| 340314 - | 2006 DA8                 | 20 febbraio 2006 | Spacewatch                 |
| 340315 - | 2006 DW11                | 20 febbraio 2006 | Spacewatch                 |
| 340316 - | 2006 DY16                | 20 febbraio 2006 | Spacewatch                 |
| 340317 - | 2006 DK17                | 20 febbraio 2006 | Spacewatch                 |
| 340318 - | 2006 DR19                | 20 febbraio 2006 | Spacewatch                 |
| 340319 - | 2006 DT19                | 20 febbraio 2006 | Spacewatch                 |
| 340320 - | 2006 DC23                | 20 febbraio 2006 | Spacewatch                 |
| 340321 - | 2006 DW26                | 20 febbraio 2006 | Spacewatch                 |
| 340322 - | 2006 DM28                | 20 febbraio 2006 | Spacewatch                 |
| 340323 - | 2006 DO31                | 20 febbraio 2006 | Mt. Lemmon Survey          |
| 340324 - | 2006 DV32                | 20 febbraio 2006 | Mt. Lemmon Survey          |
| 340325 - | 2006 DB34                | 20 febbraio 2006 | Spacewatch                 |
| 340326 - | 2006 DN35                | 20 febbraio 2006 | Mt. Lemmon Survey          |
| 340327 - | 2006 DN36                | 20 febbraio 2006 | Mt. Lemmon Survey          |
| 340328 - | 2006 DX36                | 20 febbraio 2006 | Spacewatch                 |
| 340329 - | 2006 DP37                | 20 febbraio 2006 | Mt. Lemmon Survey          |
| 340330 - | 2006 DU37                | 20 febbraio 2006 | Mt. Lemmon Survey          |
| 340331 - | 2006 DP38                | 21 febbraio 2006 | Mt. Lemmon Survey          |
| 340332 - | 2006 DT39                | 22 febbraio 2006 | CSS                        |
| 340333 - | 2006 DN40                | 22 febbraio 2006 | LONEOS                     |
| 340334 - | 2006 DK43                | 20 febbraio 2006 | Spacewatch                 |
| 340335 - | 2006 DZ44                | 20 febbraio 2006 | Spacewatch                 |
| 340336 - | 2006 DO46                | 20 febbraio 2006 | CSS                        |
| 340337 - | 2006 DR47                | 21 febbraio 2006 | Mt. Lemmon Survey          |
| 340338 - | 2006 DQ52                | 24 febbraio 2006 | Spacewatch                 |
| 340339 - | 2006 DR52                | 24 febbraio 2006 | Spacewatch                 |
| 340340 - | 2006 DG54                | 24 febbraio 2006 | Spacewatch                 |
| 340341 - | 2006 DP55                | 24 febbraio 2006 | NEAT                       |
| 340342 - | 2006 DD56                | 24 febbraio 2006 | Mt. Lemmon Survey          |
| 340343 - | 2006 DV57                | 24 febbraio 2006 | Mt. Lemmon Survey          |
| 340344 - | 2006 DQ58                | 24 febbraio 2006 | Mt. Lemmon Survey          |
| 340345 - | 2006 DY58                | 24 febbraio 2006 | Spacewatch                 |
| 340346 - | 2006 DL63                | 25 febbraio 2006 | Tucker, R. A.              |
| 340347 - | 2006 DJ67                | 22 febbraio 2006 | CSS                        |
| 340348 - | 2006 DS70                | 21 febbraio 2006 | Mt. Lemmon Survey          |
| 340349 - | 2006 DT73                | 23 febbraio 2006 | Spacewatch                 |
| 340350 - | 2006 DX75                | 24 febbraio 2006 | Spacewatch                 |
| 340351 - | 2006 DH80                | 24 febbraio 2006 | Spacewatch                 |
| 340352 - | 2006 DY84                | 24 febbraio 2006 | Spacewatch                 |
| 340353 - | 2006 DP89                | 24 febbraio 2006 | Spacewatch                 |
| 340354 - | 2006 DV90                | 24 febbraio 2006 | Spacewatch                 |
| 340355 - | 2006 DM91                | 24 febbraio 2006 | Spacewatch                 |
| 340356 - | 2006 DO94                | 24 febbraio 2006 | Spacewatch                 |
| 340357 - | 2006 DP94                | 24 febbraio 2006 | Spacewatch                 |
| 340358 - | 2006 DZ94                | 24 febbraio 2006 | Spacewatch                 |
| 340359 - | 2006 DG95                | 24 febbraio 2006 | Spacewatch                 |
| 340360 - | 2006 DF98                | 25 febbraio 2006 | Spacewatch                 |
| 340361 - | 2006 DX106               | 25 febbraio 2006 | Spacewatch                 |
| 340362 - | 2006 DE109               | 25 febbraio 2006 | Spacewatch                 |
| 340363 - | 2006 DF116               | 27 febbraio 2006 | Spacewatch                 |
| 340364 - | 2006 DS124               | 24 febbraio 2006 | Mt. Lemmon Survey          |
| 340365 - | 2006 DY124               | 24 febbraio 2006 | NEAT                       |
| 340366 - | 2006 DC126               | 21 marzo 2002    | Spacewatch                 |
| 340367 - | 2006 DF129               | 25 febbraio 2006 | Spacewatch                 |
| 340368 - | 2006 DC135               | 25 febbraio 2006 | Mt. Lemmon Survey          |
| 340369 - | 2006 DV140               | 25 febbraio 2006 | Spacewatch                 |
| 340370 - | 2006 DN143               | 25 febbraio 2006 | Mt. Lemmon Survey          |
| 340371 - | 2006 DT152               | 25 febbraio 2006 | Spacewatch                 |
| 340372 - | 2006 DQ161               | 27 febbraio 2006 | Spacewatch                 |
| 340373 - | 2006 DR168               | 27 febbraio 2006 | Spacewatch                 |
| 340374 - | 2006 DZ181               | 27 febbraio 2006 | Spacewatch                 |
| 340375 - | 2006 DL185               | 27 febbraio 2006 | Spacewatch                 |
| 340376 - | 2006 DV187               | 27 febbraio 2006 | Spacewatch                 |
| 340377 - | 2006 DE189               | 27 febbraio 2006 | Spacewatch                 |
| 340378 - | 2006 DT189               | 27 febbraio 2006 | Spacewatch                 |
| 340379 - | 2006 DR190               | 27 febbraio 2006 | Spacewatch                 |
| 340380 - | 2006 DW192               | 27 febbraio 2006 | Spacewatch                 |
| 340381 - | 2006 DU197               | 24 febbraio 2006 | NEAT                       |
| 340382 - | 2006 DV197               | 24 febbraio 2006 | NEAT                       |
| 340383 - | 2006 DX203               | 24 febbraio 2006 | NEAT                       |
| 340384 - | 2006 DL207               | 25 febbraio 2006 | Spacewatch                 |
| 340385 - | 2006 DB209               | 27 febbraio 2006 | Mt. Lemmon Survey          |
| 340386 - | 2006 EU1                 | 3 marzo 2006     | Nyukasa                    |
| 340387 - | 2006 ES4                 | 2 marzo 2006     | Spacewatch                 |
| 340388 - | 2006 EK13                | 2 marzo 2006     | Spacewatch                 |
| 340389 - | 2006 EQ14                | 2 marzo 2006     | Spacewatch                 |
| 340390 - | 2006 EF15                | 2 marzo 2006     | Spacewatch                 |
| 340391 - | 2006 ER15                | 2 marzo 2006     | Spacewatch                 |
| 340392 - | 2006 EC17                | 2 marzo 2006     | Mt. Lemmon Survey          |
| 340393 - | 2006 EF17                | 2 marzo 2006     | Spacewatch                 |
| 340394 - | 2006 EH27                | 3 marzo 2006     | Mt. Lemmon Survey          |
| 340395 - | 2006 EJ27                | 3 marzo 2006     | Spacewatch                 |
| 340396 - | 2006 EU29                | 3 marzo 2006     | Spacewatch                 |
| 340397 - | 2006 EK32                | 3 marzo 2006     | Mt. Lemmon Survey          |
| 340398 - | 2006 EJ33                | 3 marzo 2006     | Mt. Lemmon Survey          |
| 340399 - | 2006 EX34                | 3 marzo 2006     | Spacewatch                 |
| 340400 - | 2006 EM35                | 3 marzo 2006     | Spacewatch                 |

## 340401-340500
| Nome         | Designazione provvisoria | Data di scoperta | Scopritore           |
| ------------ | ------------------------ | ---------------- | -------------------- |
| 340401 -     | 2006 EU35                | 3 marzo 2006     | Mt. Lemmon Survey    |
| 340402 -     | 2006 EV48                | 4 marzo 2006     | Spacewatch           |
| 340403 -     | 2006 EQ54                | 5 marzo 2006     | Spacewatch           |
| 340404 -     | 2006 EL62                | 5 marzo 2006     | Spacewatch           |
| 340405 -     | 2006 EM63                | 5 marzo 2006     | Spacewatch           |
| 340406 -     | 2006 ED65                | 5 marzo 2006     | Spacewatch           |
| 340407 -     | 2006 EZ65                | 5 marzo 2006     | Spacewatch           |
| 340408 -     | 2006 EJ66                | 5 marzo 2006     | Spacewatch           |
| 340409 -     | 2006 ES72                | 6 marzo 2006     | Spacewatch           |
| 340410 -     | 2006 EV72                | 2 marzo 2006     | Mt. Lemmon Survey    |
| 340411 -     | 2006 FC1                 | 21 marzo 2006    | Mt. Lemmon Survey    |
| 340412 -     | 2006 FY8                 | 23 marzo 2006    | Spacewatch           |
| 340413 -     | 2006 FS9                 | 23 marzo 2006    | Calvin College       |
| 340414 -     | 2006 FC10                | 26 marzo 2006    | Broughton, J.        |
| 340415 -     | 2006 FD10                | 26 marzo 2006    | Broughton, J.        |
| 340416 -     | 2006 FZ12                | 23 marzo 2006    | Spacewatch           |
| 340417 -     | 2006 FE13                | 23 marzo 2006    | Spacewatch           |
| 340418 -     | 2006 FA14                | 23 marzo 2006    | Spacewatch           |
| 340419 -     | 2006 FM16                | 23 marzo 2006    | Mt. Lemmon Survey    |
| 340420 -     | 2006 FO17                | 23 marzo 2006    | Spacewatch           |
| 340421 -     | 2006 FY18                | 23 marzo 2006    | Mt. Lemmon Survey    |
| 340422 -     | 2006 FD20                | 23 marzo 2006    | Mt. Lemmon Survey    |
| 340423 -     | 2006 FQ23                | 24 marzo 2006    | Spacewatch           |
| 340424 -     | 2006 FO24                | 24 marzo 2006    | Spacewatch           |
| 340425 -     | 2006 FA27                | 24 marzo 2006    | Mt. Lemmon Survey    |
| 340426 -     | 2006 FX29                | 24 marzo 2006    | Mt. Lemmon Survey    |
| 340427 -     | 2006 FZ29                | 24 marzo 2006    | Mt. Lemmon Survey    |
| 340428 -     | 2006 FU31                | 25 marzo 2006    | Spacewatch           |
| 340429 -     | 2006 FB32                | 25 marzo 2006    | Spacewatch           |
| 340430 -     | 2006 FD32                | 25 marzo 2006    | Spacewatch           |
| 340431 -     | 2006 FM35                | 24 marzo 2006    | LINEAR               |
| 340432 -     | 2006 FP38                | 23 marzo 2006    | Spacewatch           |
| 340433 -     | 2006 FC46                | 25 marzo 2006    | NEAT                 |
| 340434 -     | 2006 FH46                | 26 marzo 2006    | LONEOS               |
| 340435 -     | 2006 FB50                | 31 marzo 2006    | LONEOS               |
| 340436 -     | 2006 FG54                | 25 marzo 2006    | Spacewatch           |
| 340437 -     | 2006 FH54                | 23 marzo 2006    | Spacewatch           |
| 340438 -     | 2006 GA2                 | 3 aprile 2006    | Birtwhistle, P.      |
| 340439 -     | 2006 GA16                | 2 aprile 2006    | Spacewatch           |
| 340440 -     | 2006 GY18                | 2 aprile 2006    | Spacewatch           |
| 340441 -     | 2006 GU21                | 2 aprile 2006    | Spacewatch           |
| 340442 -     | 2006 GK23                | 2 aprile 2006    | Spacewatch           |
| 340443 -     | 2006 GU23                | 2 aprile 2006    | Spacewatch           |
| 340444 -     | 2006 GA25                | 2 aprile 2006    | Spacewatch           |
| 340445 -     | 2006 GS26                | 2 aprile 2006    | Spacewatch           |
| 340446 -     | 2006 GR32                | 7 aprile 2006    | Spacewatch           |
| 340447 -     | 2006 GX34                | 7 aprile 2006    | Spacewatch           |
| 340448 -     | 2006 GA36                | 7 aprile 2006    | Mt. Lemmon Survey    |
| 340449 -     | 2006 GE39                | 9 aprile 2006    | LINEAR               |
| 340450 -     | 2006 GX39                | 3 aprile 2006    | CSS                  |
| 340451 -     | 2006 GQ40                | 6 aprile 2006    | CSS                  |
| 340452 -     | 2006 GS42                | 7 aprile 2006    | Siding Spring Survey |
| 340453 -     | 2006 GB44                | 2 aprile 2006    | Spacewatch           |
| 340454 -     | 2006 GN47                | 9 aprile 2006    | Spacewatch           |
| 340455 -     | 2006 GZ47                | 9 aprile 2006    | Spacewatch           |
| 340456 -     | 2006 GK52                | 2 aprile 2006    | CSS                  |
| 340457 -     | 2006 HY1                 | 18 aprile 2006   | NEAT                 |
| 340458 -     | 2006 HF7                 | 19 aprile 2006   | LONEOS               |
| 340459 -     | 2006 HA9                 | 7 aprile 2006    | Mt. Lemmon Survey    |
| 340460 -     | 2006 HD9                 | 19 aprile 2006   | Spacewatch           |
| 340461 -     | 2006 HJ15                | 19 aprile 2006   | NEAT                 |
| 340462 -     | 2006 HW16                | 19 aprile 2006   | Mt. Lemmon Survey    |
| 340463 -     | 2006 HH19                | 18 aprile 2006   | Spacewatch           |
| 340464 -     | 2006 HZ23                | 20 aprile 2006   | Spacewatch           |
| 340465 -     | 2006 HN26                | 20 aprile 2006   | Spacewatch           |
| 340466 -     | 2006 HB27                | 20 aprile 2006   | Spacewatch           |
| 340467 -     | 2006 HO29                | 23 aprile 2006   | LINEAR               |
| 340468 -     | 2006 HU29                | 18 aprile 2006   | CSS                  |
| 340469 -     | 2006 HY33                | 19 aprile 2006   | Mt. Lemmon Survey    |
| 340470 -     | 2006 HW34                | 19 aprile 2006   | Mt. Lemmon Survey    |
| 340471 -     | 2006 HK36                | 20 aprile 2006   | CSS                  |
| 340472 -     | 2006 HP43                | 24 aprile 2006   | Mt. Lemmon Survey    |
| 340473 -     | 2006 HB46                | 25 aprile 2006   | Spacewatch           |
| 340474 -     | 2006 HB47                | 20 aprile 2006   | Spacewatch           |
| 340475 -     | 2006 HY47                | 24 aprile 2006   | Spacewatch           |
| 340476 -     | 2006 HZ47                | 24 aprile 2006   | Spacewatch           |
| 340477 -     | 2006 HV53                | 19 aprile 2006   | CSS                  |
| 340478 -     | 2006 HC57                | 23 aprile 2006   | LINEAR               |
| 340479 Broca | 2006 HO57                | 28 aprile 2006   | Christophe, B.       |
| 340480 -     | 2006 HA67                | 24 aprile 2006   | Spacewatch           |
| 340481 -     | 2006 HO67                | 24 aprile 2006   | Mt. Lemmon Survey    |
| 340482 -     | 2006 HP67                | 24 aprile 2006   | Mt. Lemmon Survey    |
| 340483 -     | 2006 HW73                | 25 aprile 2006   | Spacewatch           |
| 340484 -     | 2006 HG77                | 25 aprile 2006   | Spacewatch           |
| 340485 -     | 2006 HN78                | 26 aprile 2006   | Mt. Lemmon Survey    |
| 340486 -     | 2006 HM79                | 26 aprile 2006   | Spacewatch           |
| 340487 -     | 2006 HV81                | 26 aprile 2006   | Spacewatch           |
| 340488 -     | 2006 HQ84                | 26 aprile 2006   | Spacewatch           |
| 340489 -     | 2006 HV85                | 27 aprile 2006   | Spacewatch           |
| 340490 -     | 2006 HD87                | 30 aprile 2006   | Spacewatch           |
| 340491 -     | 2006 HC91                | 29 aprile 2006   | Spacewatch           |
| 340492 -     | 2006 HP96                | 30 aprile 2006   | Spacewatch           |
| 340493 -     | 2006 HU96                | 30 aprile 2006   | Spacewatch           |
| 340494 -     | 2006 HE97                | 30 aprile 2006   | Spacewatch           |
| 340495 -     | 2006 HS99                | 30 aprile 2006   | Spacewatch           |
| 340496 -     | 2006 HG101               | 30 aprile 2006   | Spacewatch           |
| 340497 -     | 2006 HT106               | 30 aprile 2006   | Spacewatch           |
| 340498 -     | 2006 HG116               | 26 aprile 2006   | Spacewatch           |
| 340499 -     | 2006 HH116               | 26 aprile 2006   | Spacewatch           |
| 340500 -     | 2006 HB117               | 26 aprile 2006   | Spacewatch           |

## 340501-340600
| Nome         | Designazione provvisoria | Data di scoperta | Scopritore           |
| ------------ | ------------------------ | ---------------- | -------------------- |
| 340501 -     | 2006 HT118               | 30 aprile 2006   | Spacewatch           |
| 340502 -     | 2006 HW120               | 30 aprile 2006   | Spacewatch           |
| 340503 -     | 2006 HC151               | 26 aprile 2006   | Spacewatch           |
| 340504 -     | 2006 HZ152               | 26 aprile 2006   | Spacewatch           |
| 340505 -     | 2006 HG153               | 20 aprile 2006   | Spacewatch           |
| 340506 -     | 2006 HL153               | 20 aprile 2006   | Spacewatch           |
| 340507 -     | 2006 JT6                 | 1º maggio 2006   | Spacewatch           |
| 340508 -     | 2006 JJ7                 | 1º maggio 2006   | Spacewatch           |
| 340509 -     | 2006 JT8                 | 1º maggio 2006   | Spacewatch           |
| 340510 -     | 2006 JB12                | 1º maggio 2006   | Spacewatch           |
| 340511 -     | 2006 JO13                | 1º maggio 2006   | Spacewatch           |
| 340512 -     | 2006 JT13                | 3 maggio 2006    | Spacewatch           |
| 340513 -     | 2006 JC15                | 2 maggio 2006    | Mt. Lemmon Survey    |
| 340514 -     | 2006 JG19                | 2 maggio 2006    | Mt. Lemmon Survey    |
| 340515 -     | 2006 JA20                | 2 maggio 2006    | Spacewatch           |
| 340516 -     | 2006 JT21                | 2 maggio 2006    | Spacewatch           |
| 340517 -     | 2006 JH23                | 3 maggio 2006    | Mt. Lemmon Survey    |
| 340518 -     | 2006 JU25                | 6 febbraio 2006  | Spacewatch           |
| 340519 -     | 2006 JC26                | 3 maggio 2006    | Broughton, J.        |
| 340520 -     | 2006 JY27                | 2 maggio 2006    | Mt. Lemmon Survey    |
| 340521 -     | 2006 JO31                | 3 maggio 2006    | Spacewatch           |
| 340522 -     | 2006 JO33                | 4 maggio 2006    | Spacewatch           |
| 340523 -     | 2006 JV33                | 4 maggio 2006    | Mt. Lemmon Survey    |
| 340524 -     | 2006 JL34                | 4 maggio 2006    | Spacewatch           |
| 340525 -     | 2006 JO35                | 4 maggio 2006    | Spacewatch           |
| 340526 -     | 2006 JD37                | 5 maggio 2006    | Spacewatch           |
| 340527 -     | 2006 JN37                | 5 maggio 2006    | Spacewatch           |
| 340528 -     | 2006 JV37                | 5 maggio 2006    | Spacewatch           |
| 340529 -     | 2006 JU38                | 6 maggio 2006    | Mt. Lemmon Survey    |
| 340530 -     | 2006 JR48                | 8 maggio 2006    | Siding Spring Survey |
| 340531 -     | 2006 JZ49                | 2 maggio 2006    | Mt. Lemmon Survey    |
| 340532 -     | 2006 JS50                | 2 maggio 2006    | Mt. Lemmon Survey    |
| 340533 -     | 2006 JM51                | 2 maggio 2006    | Spacewatch           |
| 340534 -     | 2006 JY51                | 3 maggio 2006    | Spacewatch           |
| 340535 -     | 2006 JX53                | 7 maggio 2006    | Mt. Lemmon Survey    |
| 340536 -     | 2006 JA54                | 7 maggio 2006    | Mt. Lemmon Survey    |
| 340537 -     | 2006 JX54                | 8 maggio 2006    | Siding Spring Survey |
| 340538 -     | 2006 JJ73                | 1º maggio 2006   | Wiegert, P. A.       |
| 340539 -     | 2006 JR81                | 7 maggio 2006    | Mt. Lemmon Survey    |
| 340540 -     | 2006 KL4                 | 19 maggio 2006   | Mt. Lemmon Survey    |
| 340541 -     | 2006 KS4                 | 19 maggio 2006   | Mt. Lemmon Survey    |
| 340542 -     | 2006 KB8                 | 19 maggio 2006   | Mt. Lemmon Survey    |
| 340543 -     | 2006 KJ14                | 20 maggio 2006   | CSS                  |
| 340544 -     | 2006 KJ16                | 20 maggio 2006   | NEAT                 |
| 340545 -     | 2006 KB18                | 21 maggio 2006   | Spacewatch           |
| 340546 -     | 2006 KN22                | 20 maggio 2006   | CSS                  |
| 340547 -     | 2006 KM28                | 20 maggio 2006   | Spacewatch           |
| 340548 -     | 2006 KW31                | 20 maggio 2006   | Spacewatch           |
| 340549 -     | 2006 KU34                | 20 maggio 2006   | Spacewatch           |
| 340550 -     | 2006 KL35                | 20 maggio 2006   | Spacewatch           |
| 340551 -     | 2006 KU44                | 21 maggio 2006   | Spacewatch           |
| 340552 -     | 2006 KL48                | 21 maggio 2006   | Spacewatch           |
| 340553 -     | 2006 KP48                | 26 aprile 2006   | Spacewatch           |
| 340554 -     | 2006 KC50                | 6 maggio 2006    | Mt. Lemmon Survey    |
| 340555 -     | 2006 KO54                | 21 maggio 2006   | Spacewatch           |
| 340556 -     | 2006 KH63                | 23 maggio 2006   | Mt. Lemmon Survey    |
| 340557 -     | 2006 KH64                | 23 maggio 2006   | Spacewatch           |
| 340558 -     | 2006 KA66                | 24 maggio 2006   | Mt. Lemmon Survey    |
| 340559 -     | 2006 KN66                | 24 maggio 2006   | Mt. Lemmon Survey    |
| 340560 -     | 2006 KY76                | 24 maggio 2006   | Mt. Lemmon Survey    |
| 340561 -     | 2006 KR78                | 24 maggio 2006   | Mt. Lemmon Survey    |
| 340562 -     | 2006 KC81                | 25 maggio 2006   | Mt. Lemmon Survey    |
| 340563 -     | 2006 KH92                | 25 maggio 2006   | Spacewatch           |
| 340564 -     | 2006 KH95                | 25 maggio 2006   | Mt. Lemmon Survey    |
| 340565 -     | 2006 KS96                | 25 maggio 2006   | Spacewatch           |
| 340566 -     | 2006 KB100               | 29 maggio 2006   | Siding Spring Survey |
| 340567 -     | 2006 KA105               | 28 maggio 2006   | Spacewatch           |
| 340568 -     | 2006 KS108               | 31 maggio 2006   | Mt. Lemmon Survey    |
| 340569 -     | 2006 KK115               | 29 maggio 2006   | Spacewatch           |
| 340570 -     | 2006 KY115               | 29 maggio 2006   | Spacewatch           |
| 340571 -     | 2006 KG123               | 24 maggio 2006   | Mt. Lemmon Survey    |
| 340572 -     | 2006 KM123               | 25 maggio 2006   | Spacewatch           |
| 340573 -     | 2006 MF3                 | 19 giugno 2006   | Spacewatch           |
| 340574 -     | 2006 MG12                | 21 giugno 2006   | Ye, Q.-z.            |
| 340575 -     | 2006 MO14                | 29 giugno 2006   | Hoenig, S. F.        |
| 340576 -     | 2006 OO3                 | 21 luglio 2006   | NEAT                 |
| 340577 -     | 2006 OY5                 | 18 luglio 2006   | Siding Spring Survey |
| 340578 -     | 2006 OB12                | 21 luglio 2006   | CSS                  |
| 340579 Losse | 2006 PY                  | 6 agosto 2006    | C. Rinner            |
| 340580 -     | 2006 PS3                 | 12 agosto 2006   | NEAT                 |
| 340581 -     | 2006 PL5                 | 12 agosto 2006   | NEAT                 |
| 340582 -     | 2006 PD7                 | 12 agosto 2006   | NEAT                 |
| 340583 -     | 2006 PG9                 | 13 agosto 2006   | NEAT                 |
| 340584 -     | 2006 PP10                | 13 agosto 2006   | NEAT                 |
| 340585 -     | 2006 PH17                | 15 agosto 2006   | NEAT                 |
| 340586 -     | 2006 PL20                | 14 agosto 2006   | Siding Spring Survey |
| 340587 -     | 2006 PW21                | 15 agosto 2006   | NEAT                 |
| 340588 -     | 2006 PJ23                | 12 agosto 2006   | NEAT                 |
| 340589 -     | 2006 PB29                | 10 agosto 2006   | NEAT                 |
| 340590 -     | 2006 PT32                | 15 agosto 2006   | Siding Spring Survey |
| 340591 -     | 2006 PZ36                | 12 agosto 2006   | NEAT                 |
| 340592 -     | 2006 PA38                | 13 agosto 2006   | NEAT                 |
| 340593 -     | 2006 PQ39                | 14 agosto 2006   | NEAT                 |
| 340594 -     | 2006 QH1                 | 16 agosto 2006   | Siding Spring Survey |
| 340595 -     | 2006 QB2                 | 17 agosto 2006   | NEAT                 |
| 340596 -     | 2006 QE17                | 17 agosto 2006   | NEAT                 |
| 340597 -     | 2006 QN21                | 19 agosto 2006   | LONEOS               |
| 340598 -     | 2006 QG22                | 19 agosto 2006   | LONEOS               |
| 340599 -     | 2006 QF32                | 19 agosto 2006   | NEAT                 |
| 340600 -     | 2006 QW32                | 21 luglio 2006   | CSS                  |

## 340601-340700
| Nome              | Designazione provvisoria | Data di scoperta  | Scopritore           |
| ----------------- | ------------------------ | ----------------- | -------------------- |
| 340601 -          | 2006 QQ39                | 20 agosto 2006    | Siding Spring Survey |
| 340602 -          | 2006 QX43                | 19 agosto 2006    | Spacewatch           |
| 340603 -          | 2006 QG44                | 19 agosto 2006    | NEAT                 |
| 340604 -          | 2006 QW44                | 19 agosto 2006    | Spacewatch           |
| 340605 -          | 2006 QN48                | 21 agosto 2006    | LINEAR               |
| 340606 -          | 2006 QG52                | 23 agosto 2006    | NEAT                 |
| 340607 -          | 2006 QK54                | 17 agosto 2006    | NEAT                 |
| 340608 -          | 2006 QA55                | 19 agosto 2006    | LONEOS               |
| 340609 -          | 2006 QC55                | 19 agosto 2006    | LONEOS               |
| 340610 -          | 2006 QL59                | 19 agosto 2006    | LONEOS               |
| 340611 -          | 2006 QS61                | 22 agosto 2006    | NEAT                 |
| 340612 -          | 2006 QN63                | 24 agosto 2006    | NEAT                 |
| 340613 -          | 2006 QO65                | 27 agosto 2006    | Spacewatch           |
| 340614 -          | 2006 QN66                | 21 agosto 2006    | LINEAR               |
| 340615 -          | 2006 QO71                | 21 agosto 2006    | Spacewatch           |
| 340616 -          | 2006 QL88                | 27 agosto 2006    | Spacewatch           |
| 340617 -          | 2006 QH93                | 16 agosto 2006    | NEAT                 |
| 340618 -          | 2006 QR98                | 22 agosto 2006    | NEAT                 |
| 340619 -          | 2006 QR99                | 24 agosto 2006    | NEAT                 |
| 340620 -          | 2006 QW102               | 27 agosto 2006    | Spacewatch           |
| 340621 -          | 2006 QW106               | 28 agosto 2006    | CSS                  |
| 340622 -          | 2006 QN114               | 27 agosto 2006    | LONEOS               |
| 340623 -          | 2006 QF115               | 27 agosto 2006    | LONEOS               |
| 340624 -          | 2006 QT118               | 27 agosto 2006    | LONEOS               |
| 340625 -          | 2006 QL120               | 29 agosto 2006    | CSS                  |
| 340626 -          | 2006 QT121               | 29 agosto 2006    | CSS                  |
| 340627 -          | 2006 QP122               | 29 agosto 2006    | CSS                  |
| 340628 -          | 2006 QV124               | 16 agosto 2006    | NEAT                 |
| 340629 -          | 2006 QB125               | 16 agosto 2006    | NEAT                 |
| 340630 -          | 2006 QG125               | 16 agosto 2006    | NEAT                 |
| 340631 -          | 2006 QG128               | 17 agosto 2006    | NEAT                 |
| 340632 -          | 2006 QG129               | 17 agosto 2006    | NEAT                 |
| 340633 -          | 2006 QL134               | 25 agosto 2006    | LINEAR               |
| 340634 -          | 2006 QU134               | 27 agosto 2006    | LONEOS               |
| 340635 -          | 2006 QU139               | 17 agosto 2006    | NEAT                 |
| 340636 -          | 2006 QC148               | 18 agosto 2006    | Spacewatch           |
| 340637 -          | 2006 QB155               | 18 agosto 2006    | NEAT                 |
| 340638 -          | 2006 QG155               | 18 agosto 2006    | NEAT                 |
| 340639 -          | 2006 QC158               | 19 agosto 2006    | Spacewatch           |
| 340640 -          | 2006 QS158               | 19 agosto 2006    | Spacewatch           |
| 340641 -          | 2006 QO159               | 19 agosto 2006    | Spacewatch           |
| 340642 -          | 2006 QX162               | 21 agosto 2006    | Spacewatch           |
| 340643 -          | 2006 QZ163               | 29 agosto 2006    | CSS                  |
| 340644 -          | 2006 QV166               | 29 agosto 2006    | CSS                  |
| 340645 -          | 2006 QX167               | 30 agosto 2006    | LONEOS               |
| 340646 -          | 2006 QH169               | 31 agosto 2006    | LINEAR               |
| 340647 -          | 2006 QK173               | 22 agosto 2006    | Buie, M. W.          |
| 340648 -          | 2006 QF183               | 21 agosto 2006    | Spacewatch           |
| 340649 -          | 2006 QK183               | 28 agosto 2006    | Spacewatch           |
| 340650 -          | 2006 QQ185               | 19 agosto 2006    | Spacewatch           |
| 340651 -          | 2006 RQ1                 | 12 settembre 2006 | Lowe, A.             |
| 340652 -          | 2006 RD5                 | 14 settembre 2006 | CSS                  |
| 340653 -          | 2006 RM7                 | 11 settembre 2006 | CSS                  |
| 340654 -          | 2006 RZ11                | 13 settembre 2006 | NEAT                 |
| 340655 -          | 2006 RC12                | 13 settembre 2006 | NEAT                 |
| 340656 -          | 2006 RE13                | 14 settembre 2006 | Spacewatch           |
| 340657 -          | 2006 RW15                | 14 settembre 2006 | CSS                  |
| 340658 -          | 2006 RA17                | 14 settembre 2006 | NEAT                 |
| 340659 -          | 2006 RF17                | 14 settembre 2006 | CSS                  |
| 340660 -          | 2006 RR25                | 14 settembre 2006 | Spacewatch           |
| 340661 -          | 2006 RW26                | 14 settembre 2006 | NEAT                 |
| 340662 -          | 2006 RT28                | 15 settembre 2006 | Spacewatch           |
| 340663 -          | 2006 RO29                | 15 settembre 2006 | Spacewatch           |
| 340664 -          | 2006 RD30                | 15 settembre 2006 | Spacewatch           |
| 340665 -          | 2006 RA35                | 14 settembre 2006 | NEAT                 |
| 340666 -          | 2006 RO36                | 15 settembre 2006 | LINEAR               |
| 340667 -          | 2006 RX36                | 12 settembre 2006 | CSS                  |
| 340668 -          | 2006 RE37                | 12 settembre 2006 | CSS                  |
| 340669 -          | 2006 RD39                | 14 settembre 2006 | CSS                  |
| 340670 -          | 2006 RH39                | 14 settembre 2006 | CSS                  |
| 340671 -          | 2006 RZ41                | 14 settembre 2006 | Spacewatch           |
| 340672 -          | 2006 RJ42                | 14 settembre 2006 | Spacewatch           |
| 340673 -          | 2006 RV42                | 14 settembre 2006 | Spacewatch           |
| 340674 -          | 2006 RG43                | 14 settembre 2006 | Spacewatch           |
| 340675 -          | 2006 RQ54                | 14 settembre 2006 | Spacewatch           |
| 340676 -          | 2006 RY57                | 15 settembre 2006 | Spacewatch           |
| 340677 -          | 2006 RD65                | 14 settembre 2006 | NEAT                 |
| 340678 -          | 2006 RH67                | 15 settembre 2006 | Spacewatch           |
| 340679 -          | 2006 RM69                | 15 settembre 2006 | Spacewatch           |
| 340680 -          | 2006 RW77                | 15 settembre 2006 | Spacewatch           |
| 340681 -          | 2006 RN78                | 15 settembre 2006 | Spacewatch           |
| 340682 -          | 2006 RM81                | 15 settembre 2006 | Spacewatch           |
| 340683 -          | 2006 RS83                | 15 settembre 2006 | Spacewatch           |
| 340684 -          | 2006 RE94                | 15 settembre 2006 | Spacewatch           |
| 340685 -          | 2006 RD100               | 14 settembre 2006 | CSS                  |
| 340686 -          | 2006 RX101               | 14 settembre 2006 | NEAT                 |
| 340687 Gerrysmith | 2006 RA108               | 14 settembre 2006 | Masiero, J.          |
| 340688 -          | 2006 RY120               | 15 settembre 2006 | Spacewatch           |
| 340689 -          | 2006 RY121               | 15 settembre 2006 | Spacewatch           |
| 340690 -          | 2006 RH122               | 14 settembre 2006 | Spacewatch           |
| 340691 -          | 2006 RT122               | 6 settembre 2006  | NEAT                 |
| 340692 -          | 2006 SN                  | 16 settembre 2006 | Tucker, R. A.        |
| 340693 -          | 2006 SC2                 | 16 settembre 2006 | CSS                  |
| 340694 -          | 2006 SW8                 | 17 settembre 2006 | CSS                  |
| 340695 -          | 2006 SL9                 | 30 agosto 2006    | LONEOS               |
| 340696 -          | 2006 SM11                | 16 settembre 2006 | LONEOS               |
| 340697 -          | 2006 SY17                | 17 settembre 2006 | Spacewatch           |
| 340698 -          | 2006 SF21                | 16 settembre 2006 | LONEOS               |
| 340699 -          | 2006 SM21                | 16 settembre 2006 | NEAT                 |
| 340700 -          | 2006 SC23                | 17 settembre 2006 | LONEOS               |

## 340701-340800
| Nome     | Designazione provvisoria | Data di scoperta  | Scopritore           |
| -------- | ------------------------ | ----------------- | -------------------- |
| 340701 - | 2006 SA27                | 16 settembre 2006 | CSS                  |
| 340702 - | 2006 SU32                | 17 settembre 2006 | Spacewatch           |
| 340703 - | 2006 SJ33                | 17 dicembre 2001  | LINEAR               |
| 340704 - | 2006 SR33                | 17 settembre 2006 | CSS                  |
| 340705 - | 2006 SK36                | 17 settembre 2006 | LONEOS               |
| 340706 - | 2006 SU38                | 18 settembre 2006 | Spacewatch           |
| 340707 - | 2006 SN39                | 18 settembre 2006 | LINEAR               |
| 340708 - | 2006 SQ39                | 18 settembre 2006 | LINEAR               |
| 340709 - | 2006 SJ45                | 18 settembre 2006 | Spacewatch           |
| 340710 - | 2006 SB47                | 19 settembre 2006 | CSS                  |
| 340711 - | 2006 SF47                | 19 settembre 2006 | CSS                  |
| 340712 - | 2006 ST52                | 19 settembre 2006 | LONEOS               |
| 340713 - | 2006 SV55                | 18 settembre 2006 | CSS                  |
| 340714 - | 2006 SQ57                | 20 settembre 2006 | Crni Vrh             |
| 340715 - | 2006 SE58                | 19 settembre 2006 | Spacewatch           |
| 340716 - | 2006 SE64                | 18 settembre 2006 | Calvin College       |
| 340717 - | 2006 SA66                | 19 settembre 2006 | Spacewatch           |
| 340718 - | 2006 SQ68                | 19 settembre 2006 | Spacewatch           |
| 340719 - | 2006 SH70                | 19 settembre 2006 | Spacewatch           |
| 340720 - | 2006 SR76                | 20 settembre 2006 | Spacewatch           |
| 340721 - | 2006 SB85                | 18 settembre 2006 | Spacewatch           |
| 340722 - | 2006 SC85                | 18 settembre 2006 | Spacewatch           |
| 340723 - | 2006 SE114               | 23 settembre 2006 | Spacewatch           |
| 340724 - | 2006 SM131               | 26 settembre 2006 | Cordell-Lorenz       |
| 340725 - | 2006 SV133               | 17 settembre 2006 | CSS                  |
| 340726 - | 2006 SH137               | 20 settembre 2006 | CSS                  |
| 340727 - | 2006 SP140               | 22 settembre 2006 | CSS                  |
| 340728 - | 2006 SM142               | 19 settembre 2006 | CSS                  |
| 340729 - | 2006 SL143               | 19 settembre 2006 | Spacewatch           |
| 340730 - | 2006 SZ143               | 19 settembre 2006 | Spacewatch           |
| 340731 - | 2006 SQ155               | 22 settembre 2006 | San Marcello         |
| 340732 - | 2006 SK163               | 24 settembre 2006 | Spacewatch           |
| 340733 - | 2006 SO164               | 25 settembre 2006 | Spacewatch           |
| 340734 - | 2006 SF165               | 25 settembre 2006 | Spacewatch           |
| 340735 - | 2006 SX165               | 25 settembre 2006 | Spacewatch           |
| 340736 - | 2006 SD172               | 25 settembre 2006 | Spacewatch           |
| 340737 - | 2006 SN179               | 25 settembre 2006 | Spacewatch           |
| 340738 - | 2006 SJ190               | 26 settembre 2006 | Mt. Lemmon Survey    |
| 340739 - | 2006 SL194               | 26 settembre 2006 | Spacewatch           |
| 340740 - | 2006 SW198               | 23 settembre 2006 | Siding Spring Survey |
| 340741 - | 2006 SA200               | 24 settembre 2006 | Spacewatch           |
| 340742 - | 2006 SY206               | 25 settembre 2006 | Mt. Lemmon Survey    |
| 340743 - | 2006 SC208               | 26 settembre 2006 | Spacewatch           |
| 340744 - | 2006 SS210               | 26 settembre 2006 | CSS                  |
| 340745 - | 2006 SC215               | 27 settembre 2006 | Spacewatch           |
| 340746 - | 2006 SO232               | 26 settembre 2006 | Spacewatch           |
| 340747 - | 2006 SE241               | 26 settembre 2006 | Spacewatch           |
| 340748 - | 2006 SL243               | 26 settembre 2006 | Spacewatch           |
| 340749 - | 2006 SK264               | 26 settembre 2006 | Spacewatch           |
| 340750 - | 2006 SG270               | 29 agosto 2006    | CSS                  |
| 340751 - | 2006 SB276               | 28 settembre 2006 | Mt. Lemmon Survey    |
| 340752 - | 2006 SC276               | 28 settembre 2006 | Mt. Lemmon Survey    |
| 340753 - | 2006 SY282               | 26 settembre 2006 | LINEAR               |
| 340754 - | 2006 SV283               | 26 settembre 2006 | CSS                  |
| 340755 - | 2006 SD287               | 22 settembre 2006 | LONEOS               |
| 340756 - | 2006 ST289               | 26 settembre 2006 | CSS                  |
| 340757 - | 2006 SQ294               | 25 settembre 2006 | Spacewatch           |
| 340758 - | 2006 SH298               | 25 settembre 2006 | Mt. Lemmon Survey    |
| 340759 - | 2006 SX300               | 26 settembre 2006 | CSS                  |
| 340760 - | 2006 SY307               | 27 settembre 2006 | Spacewatch           |
| 340761 - | 2006 SL310               | 27 settembre 2006 | Spacewatch           |
| 340762 - | 2006 SJ318               | 27 settembre 2006 | Spacewatch           |
| 340763 - | 2006 SH323               | 27 settembre 2006 | Spacewatch           |
| 340764 - | 2006 SS324               | 27 settembre 2006 | Spacewatch           |
| 340765 - | 2006 SY324               | 27 settembre 2006 | CSS                  |
| 340766 - | 2006 SF327               | 27 settembre 2006 | Spacewatch           |
| 340767 - | 2006 SN329               | 27 settembre 2006 | Spacewatch           |
| 340768 - | 2006 SS333               | 28 settembre 2006 | Spacewatch           |
| 340769 - | 2006 SM334               | 28 settembre 2006 | Spacewatch           |
| 340770 - | 2006 SW335               | 28 settembre 2006 | Spacewatch           |
| 340771 - | 2006 SF336               | 28 settembre 2006 | Spacewatch           |
| 340772 - | 2006 SP347               | 28 settembre 2006 | Spacewatch           |
| 340773 - | 2006 SR351               | 30 settembre 2006 | Spacewatch           |
| 340774 - | 2006 SR353               | 30 settembre 2006 | CSS                  |
| 340775 - | 2006 SO358               | 30 settembre 2006 | CSS                  |
| 340776 - | 2006 SG366               | 30 settembre 2006 | Mt. Lemmon Survey    |
| 340777 - | 2006 SM368               | 27 settembre 2006 | Mt. Lemmon Survey    |
| 340778 - | 2006 SL375               | 17 settembre 2006 | Becker, A. C.        |
| 340779 - | 2006 SD379               | 19 settembre 2006 | Becker, A. C.        |
| 340780 - | 2006 SA380               | 27 settembre 2006 | Becker, A. C.        |
| 340781 - | 2006 SM382               | 28 settembre 2006 | Becker, A. C.        |
| 340782 - | 2006 SM383               | 29 settembre 2006 | Becker, A. C.        |
| 340783 - | 2006 SV383               | 29 settembre 2006 | Becker, A. C.        |
| 340784 - | 2006 SW391               | 19 settembre 2006 | LONEOS               |
| 340785 - | 2006 SY394               | 28 settembre 2006 | CSS                  |
| 340786 - | 2006 SZ394               | 30 settembre 2006 | Spacewatch           |
| 340787 - | 2006 SN395               | 17 settembre 2006 | Masiero, J.          |
| 340788 - | 2006 SD403               | 27 settembre 2006 | Spacewatch           |
| 340789 - | 2006 SE403               | 27 settembre 2006 | Mt. Lemmon Survey    |
| 340790 - | 2006 SJ405               | 17 settembre 2006 | Spacewatch           |
| 340791 - | 2006 TE10                | 16 settembre 2006 | CSS                  |
| 340792 - | 2006 TW15                | 11 ottobre 2006   | Spacewatch           |
| 340793 - | 2006 TZ15                | 11 ottobre 2006   | Spacewatch           |
| 340794 - | 2006 TG16                | 11 ottobre 2006   | Spacewatch           |
| 340795 - | 2006 TT44                | 12 ottobre 2006   | Spacewatch           |
| 340796 - | 2006 TB60                | 13 ottobre 2006   | Spacewatch           |
| 340797 - | 2006 TB65                | 11 ottobre 2006   | Spacewatch           |
| 340798 - | 2006 TF66                | 11 ottobre 2006   | NEAT                 |
| 340799 - | 2006 TL66                | 11 ottobre 2006   | NEAT                 |
| 340800 - | 2006 TT68                | 11 ottobre 2006   | NEAT                 |

## 340801-340900
| Nome                  | Designazione provvisoria | Data di scoperta  | Scopritore            |
| --------------------- | ------------------------ | ----------------- | --------------------- |
| 340801 -              | 2006 TZ68                | 11 ottobre 2006   | NEAT                  |
| 340802 -              | 2006 TD70                | 11 ottobre 2006   | NEAT                  |
| 340803 -              | 2006 TC71                | 11 ottobre 2006   | NEAT                  |
| 340804 -              | 2006 TR78                | 12 ottobre 2006   | NEAT                  |
| 340805 -              | 2006 TY98                | 15 ottobre 2006   | Spacewatch            |
| 340806 -              | 2006 TQ103               | 15 ottobre 2006   | Spacewatch            |
| 340807 -              | 2006 TO105               | 15 ottobre 2006   | Spacewatch            |
| 340808 -              | 2006 TF111               | 1º ottobre 2006   | Becker, A. C.         |
| 340809 -              | 2006 UA3                 | 16 ottobre 2006   | CSS                   |
| 340810 -              | 2006 UY4                 | 16 ottobre 2006   | Spacewatch            |
| 340811 -              | 2006 UR11                | 17 ottobre 2006   | Mt. Lemmon Survey     |
| 340812 -              | 2006 UM20                | 16 ottobre 2006   | Spacewatch            |
| 340813 -              | 2006 UD26                | 16 ottobre 2006   | Mt. Lemmon Survey     |
| 340814 -              | 2006 UR29                | 16 ottobre 2006   | Spacewatch            |
| 340815 -              | 2006 UW55                | 18 ottobre 2006   | Spacewatch            |
| 340816 -              | 2006 UE56                | 20 novembre 2001  | LINEAR                |
| 340817 -              | 2006 UE80                | 17 ottobre 2006   | Mt. Lemmon Survey     |
| 340818 -              | 2006 UQ82                | 17 ottobre 2006   | Spacewatch            |
| 340819 -              | 2006 UT87                | 17 ottobre 2006   | Mt. Lemmon Survey     |
| 340820 -              | 2006 UU96                | 18 ottobre 2006   | Spacewatch            |
| 340821 -              | 2006 UQ110               | 19 ottobre 2006   | Spacewatch            |
| 340822 -              | 2006 UT125               | 19 ottobre 2006   | Spacewatch            |
| 340823 -              | 2006 UY131               | 19 ottobre 2006   | NEAT                  |
| 340824 -              | 2006 UN147               | 20 ottobre 2006   | Mt. Lemmon Survey     |
| 340825 -              | 2006 UL148               | 20 ottobre 2006   | Mt. Lemmon Survey     |
| 340826 -              | 2006 UF152               | 20 ottobre 2006   | CSS                   |
| 340827 -              | 2006 UR175               | 16 ottobre 2006   | CSS                   |
| 340828 -              | 2006 UW175               | 16 ottobre 2006   | CSS                   |
| 340829 -              | 2006 UD209               | 23 ottobre 2006   | Spacewatch            |
| 340830 -              | 2006 UU241               | 27 ottobre 2006   | Spacewatch            |
| 340831 -              | 2006 UO242               | 27 ottobre 2006   | Spacewatch            |
| 340832 -              | 2006 UE262               | 28 ottobre 2006   | Mt. Lemmon Survey     |
| 340833 -              | 2006 UU270               | 27 ottobre 2006   | Mt. Lemmon Survey     |
| 340834 -              | 2006 UP306               | 17 settembre 1995 | Spacewatch            |
| 340835 -              | 2006 VO4                 | 9 novembre 2006   | Spacewatch            |
| 340836 -              | 2006 VO13                | 14 novembre 2006  | Spacewatch            |
| 340837 -              | 2006 VC96                | 10 novembre 2006  | Spacewatch            |
| 340838 -              | 2006 VL129               | 15 novembre 2006  | LINEAR                |
| 340839 -              | 2006 VB139               | 15 novembre 2006  | Mt. Lemmon Survey     |
| 340840 -              | 2006 WF11                | 16 novembre 2006  | LINEAR                |
| 340841 -              | 2006 WJ39                | 16 novembre 2006  | Spacewatch            |
| 340842 -              | 2006 WT69                | 18 novembre 2006  | Spacewatch            |
| 340843 -              | 2006 WJ89                | 18 novembre 2006  | Spacewatch            |
| 340844 -              | 2006 WK139               | 19 novembre 2006  | Spacewatch            |
| 340845 -              | 2006 WY150               | 20 novembre 2006  | Mt. Lemmon Survey     |
| 340846 -              | 2006 XH22                | 12 dicembre 2006  | Spacewatch            |
| 340847 -              | 2006 XY26                | 12 dicembre 2006  | CSS                   |
| 340848 -              | 2006 XO27                | 13 dicembre 2006  | Spacewatch            |
| 340849 -              | 2006 XJ31                | 13 dicembre 2006  | Spacewatch            |
| 340850 -              | 2006 XN37                | 11 dicembre 2006  | Spacewatch            |
| 340851 -              | 2006 YZ29                | 21 dicembre 2006  | Spacewatch            |
| 340852 -              | 2006 YP34                | 21 dicembre 2006  | Spacewatch            |
| 340853 -              | 2006 YP46                | 21 dicembre 2006  | Mt. Lemmon Survey     |
| 340854 -              | 2006 YN54                | 24 dicembre 2006  | Spacewatch            |
| 340855 -              | 2007 AB8                 | 11 gennaio 2007   | Ferrando, R.          |
| 340856 -              | 2007 AS23                | 10 gennaio 2007   | Mt. Lemmon Survey     |
| 340857 -              | 2007 AL28                | 9 gennaio 2007    | Spacewatch            |
| 340858 -              | 2007 BQ5                 | 17 gennaio 2007   | NEAT                  |
| 340859 -              | 2007 BQ7                 | 17 gennaio 2007   | Spacewatch            |
| 340860 -              | 2007 BL10                | 17 gennaio 2007   | NEAT                  |
| 340861 -              | 2007 BN17                | 17 gennaio 2007   | NEAT                  |
| 340862 -              | 2007 BG23                | 24 gennaio 2007   | Mt. Lemmon Survey     |
| 340863 -              | 2007 BH24                | 24 gennaio 2007   | Mt. Lemmon Survey     |
| 340864 -              | 2007 BM24                | 24 gennaio 2007   | Mt. Lemmon Survey     |
| 340865 -              | 2007 BY26                | 24 gennaio 2007   | CSS                   |
| 340866 -              | 2007 BF27                | 24 gennaio 2007   | CSS                   |
| 340867 -              | 2007 BM49                | 22 gennaio 2007   | Lin, H.-C., Ye, Q.-z. |
| 340868 -              | 2007 BC63                | 27 gennaio 2007   | Mt. Lemmon Survey     |
| 340869 -              | 2007 BJ69                | 27 gennaio 2007   | Mt. Lemmon Survey     |
| 340870 -              | 2007 BA70                | 27 gennaio 2007   | Mt. Lemmon Survey     |
| 340871 -              | 2007 BU75                | 25 gennaio 2007   | Spacewatch            |
| 340872 -              | 2007 BR76                | 17 gennaio 2007   | Spacewatch            |
| 340873 -              | 2007 BX76                | 9 gennaio 2007    | Spacewatch            |
| 340874 -              | 2007 BE79                | 27 gennaio 2007   | Spacewatch            |
| 340875 -              | 2007 BW101               | 17 gennaio 2007   | Spacewatch            |
| 340876 -              | 2007 CY2                 | 6 febbraio 2007   | Spacewatch            |
| 340877 -              | 2007 CR10                | 6 febbraio 2007   | Mt. Lemmon Survey     |
| 340878 -              | 2007 CE16                | 6 febbraio 2007   | Mt. Lemmon Survey     |
| 340879 -              | 2007 CF21                | 6 febbraio 2007   | Mt. Lemmon Survey     |
| 340880 -              | 2007 CE25                | 8 febbraio 2007   | Spacewatch            |
| 340881 -              | 2007 CZ25                | 9 febbraio 2007   | Spacewatch            |
| 340882 -              | 2007 CH36                | 6 febbraio 2007   | Spacewatch            |
| 340883 -              | 2007 CC39                | 6 febbraio 2007   | Mt. Lemmon Survey     |
| 340884 -              | 2007 CA42                | 7 febbraio 2007   | Spacewatch            |
| 340885 -              | 2007 CQ42                | 7 febbraio 2007   | Mt. Lemmon Survey     |
| 340886 -              | 2007 CR45                | 8 febbraio 2007   | NEAT                  |
| 340887 -              | 2007 CQ49                | 10 febbraio 2007  | Mt. Lemmon Survey     |
| 340888 -              | 2007 CY52                | 13 febbraio 2007  | LINEAR                |
| 340889 -              | 2007 CL53                | 17 gennaio 2007   | Spacewatch            |
| 340890 -              | 2007 CQ53                | 15 febbraio 2007  | NEAT                  |
| 340891 Londoncommorch | 2007 CO54                | 14 febbraio 2007  | Ye, Q.-Z., Lin, C.-S. |
| 340892 -              | 2007 CN57                | 9 febbraio 2007   | CSS                   |
| 340893 -              | 2007 CQ57                | 9 febbraio 2007   | CSS                   |
| 340894 -              | 2007 CG60                | 10 febbraio 2007  | CSS                   |
| 340895 -              | 2007 CH63                | 15 febbraio 2007  | NEAT                  |
| 340896 -              | 2007 CJ63                | 15 febbraio 2007  | NEAT                  |
| 340897 -              | 2007 CQ64                | 10 febbraio 2007  | Mt. Lemmon Survey     |
| 340898 -              | 2007 DV3                 | 16 febbraio 2007  | Mt. Lemmon Survey     |
| 340899 -              | 2007 DA15                | 17 febbraio 2007  | Spacewatch            |
| 340900 -              | 2007 DB21                | 17 febbraio 2007  | Spacewatch            |

## 340901-341000
| Nome              | Designazione provvisoria | Data di scoperta | Scopritore        |
| ----------------- | ------------------------ | ---------------- | ----------------- |
| 340901 -          | 2007 DU25                | 17 febbraio 2007 | Spacewatch        |
| 340902 -          | 2007 DK26                | 17 febbraio 2007 | Spacewatch        |
| 340903 -          | 2007 DX26                | 17 febbraio 2007 | Spacewatch        |
| 340904 -          | 2007 DE33                | 17 febbraio 2007 | Spacewatch        |
| 340905 -          | 2007 DT33                | 17 febbraio 2007 | Spacewatch        |
| 340906 -          | 2007 DB37                | 17 febbraio 2007 | Spacewatch        |
| 340907 -          | 2007 DC38                | 17 febbraio 2007 | Spacewatch        |
| 340908 -          | 2007 DM38                | 17 febbraio 2007 | Spacewatch        |
| 340909 -          | 2007 DP38                | 17 febbraio 2007 | Spacewatch        |
| 340910 -          | 2007 DZ46                | 21 febbraio 2007 | LINEAR            |
| 340911 -          | 2007 DB52                | 17 febbraio 2007 | Mt. Lemmon Survey |
| 340912 -          | 2007 DX53                | 19 febbraio 2007 | Mt. Lemmon Survey |
| 340913 -          | 2007 DH64                | 21 febbraio 2007 | Spacewatch        |
| 340914 -          | 2007 DU72                | 21 febbraio 2007 | Spacewatch        |
| 340915 -          | 2007 DW75                | 21 febbraio 2007 | Mt. Lemmon Survey |
| 340916 -          | 2007 DM80                | 23 febbraio 2007 | Mt. Lemmon Survey |
| 340917 -          | 2007 DP91                | 24 novembre 2006 | Spacewatch        |
| 340918 -          | 2007 DZ95                | 23 febbraio 2007 | Spacewatch        |
| 340919 -          | 2007 DU96                | 17 febbraio 2007 | Mt. Lemmon Survey |
| 340920 -          | 2007 DM105               | 16 febbraio 2007 | Mt. Lemmon Survey |
| 340921 -          | 2007 DB111               | 23 febbraio 2007 | Mt. Lemmon Survey |
| 340922 -          | 2007 DY111               | 25 febbraio 2007 | Mt. Lemmon Survey |
| 340923 -          | 2007 DE112               | 26 febbraio 2007 | Mt. Lemmon Survey |
| 340924 -          | 2007 DD114               | 25 febbraio 2007 | Mt. Lemmon Survey |
| 340925 -          | 2007 DG115               | 23 febbraio 2007 | Spacewatch        |
| 340926 -          | 2007 EP                  | 16 novembre 2006 | Mt. Lemmon Survey |
| 340927 -          | 2007 EK2                 | 9 marzo 2007     | Spacewatch        |
| 340928 -          | 2007 EU4                 | 28 gennaio 2003  | Spacewatch        |
| 340929 Bourgelat  | 2007 ET9                 | 9 marzo 2007     | Christophe, B.    |
| 340930 -          | 2007 EF11                | 9 marzo 2007     | Spacewatch        |
| 340931 -          | 2007 EH12                | 9 marzo 2007     | NEAT              |
| 340932 -          | 2007 EE17                | 23 febbraio 2007 | LINEAR            |
| 340933 -          | 2007 EQ20                | 10 marzo 2007    | Spacewatch        |
| 340934 -          | 2007 EJ21                | 10 marzo 2007    | Spacewatch        |
| 340935 -          | 2007 EP21                | 10 marzo 2007    | Mt. Lemmon Survey |
| 340936 -          | 2007 EF25                | 10 marzo 2007    | Mt. Lemmon Survey |
| 340937 -          | 2007 EV34                | 10 marzo 2007    | NEAT              |
| 340938 -          | 2007 EF37                | 11 marzo 2007    | Mt. Lemmon Survey |
| 340939 -          | 2007 EP39                | 12 marzo 2007    | Kocher, P.        |
| 340940 -          | 2007 EK41                | 9 marzo 2007     | CSS               |
| 340941 -          | 2007 EY43                | 9 marzo 2007     | Spacewatch        |
| 340942 -          | 2007 EB45                | 9 marzo 2007     | CSS               |
| 340943 -          | 2007 EC45                | 9 marzo 2007     | Spacewatch        |
| 340944 -          | 2007 EO45                | 9 marzo 2007     | Spacewatch        |
| 340945 -          | 2007 EA49                | 9 marzo 2007     | Spacewatch        |
| 340946 -          | 2007 EO56                | 12 marzo 2007    | Spacewatch        |
| 340947 -          | 2007 EJ58                | 9 marzo 2007     | Mt. Lemmon Survey |
| 340948 -          | 2007 ES66                | 10 marzo 2007    | Spacewatch        |
| 340949 -          | 2007 EO68                | 10 marzo 2007    | NEAT              |
| 340950 -          | 2007 EV70                | 10 marzo 2007    | Spacewatch        |
| 340951 -          | 2007 ER71                | 10 marzo 2007    | Spacewatch        |
| 340952 -          | 2007 EN75                | 10 marzo 2007    | Spacewatch        |
| 340953 -          | 2007 EU77                | 10 marzo 2007    | Mt. Lemmon Survey |
| 340954 -          | 2007 EL79                | 10 marzo 2007    | Spacewatch        |
| 340955 -          | 2007 EY81                | 11 marzo 2007    | CSS               |
| 340956 -          | 2007 EK85                | 12 marzo 2007    | Spacewatch        |
| 340957 -          | 2007 ER88                | 27 febbraio 2007 | Spacewatch        |
| 340958 -          | 2007 ET88                | 9 marzo 2007     | Spacewatch        |
| 340959 -          | 2007 EZ89                | 9 marzo 2007     | Mt. Lemmon Survey |
| 340960 -          | 2007 EH92                | 23 febbraio 2007 | Spacewatch        |
| 340961 -          | 2007 EW92                | 10 marzo 2007    | Mt. Lemmon Survey |
| 340962 -          | 2007 ET98                | 11 marzo 2007    | Spacewatch        |
| 340963 -          | 2007 EH101               | 11 marzo 2007    | Spacewatch        |
| 340964 -          | 2007 EJ101               | 11 marzo 2007    | Spacewatch        |
| 340965 -          | 2007 EA105               | 11 marzo 2007    | Mt. Lemmon Survey |
| 340966 -          | 2007 EG106               | 11 marzo 2007    | Spacewatch        |
| 340967 -          | 2007 EA111               | 11 marzo 2007    | Spacewatch        |
| 340968 -          | 2007 EL112               | 11 marzo 2007    | Mt. Lemmon Survey |
| 340969 -          | 2007 EF116               | 13 marzo 2007    | Mt. Lemmon Survey |
| 340970 -          | 2007 EP117               | 13 marzo 2007    | Mt. Lemmon Survey |
| 340971 -          | 2007 EY117               | 13 marzo 2007    | Mt. Lemmon Survey |
| 340972 -          | 2007 EM130               | 9 marzo 2007     | Mt. Lemmon Survey |
| 340973 -          | 2007 EF137               | 10 febbraio 2007 | CSS               |
| 340974 -          | 2007 EW137               | 11 marzo 2007    | LONEOS            |
| 340975 -          | 2007 EG141               | 12 marzo 2007    | Spacewatch        |
| 340976 -          | 2007 EH167               | 12 marzo 2007    | Mt. Lemmon Survey |
| 340977 -          | 2007 EK167               | 12 marzo 2007    | CSS               |
| 340978 -          | 2007 ET167               | 13 marzo 2007    | Mt. Lemmon Survey |
| 340979 -          | 2007 EF169               | 13 marzo 2007    | Spacewatch        |
| 340980 Bad Vilbel | 2007 EJ171               | 15 marzo 2007    | Suessenberger, U. |
| 340981 -          | 2007 EC175               | 14 marzo 2007    | Spacewatch        |
| 340982 -          | 2007 EB176               | 14 marzo 2007    | Spacewatch        |
| 340983 -          | 2007 EC181               | 14 marzo 2007    | Spacewatch        |
| 340984 -          | 2007 EW182               | 7 marzo 2003     | LONEOS            |
| 340985 -          | 2007 ED183               | 12 marzo 2007    | Mt. Lemmon Survey |
| 340986 -          | 2007 ET185               | 14 marzo 2007    | Mt. Lemmon Survey |
| 340987 -          | 2007 EY191               | 13 marzo 2007    | Spacewatch        |
| 340988 -          | 2007 EM192               | 14 marzo 2007    | Spacewatch        |
| 340989 -          | 2007 EU192               | 10 marzo 2007    | Mt. Lemmon Survey |
| 340990 -          | 2007 EB198               | 15 marzo 2007    | Spacewatch        |
| 340991 -          | 2007 EH198               | 15 marzo 2007    | Mt. Lemmon Survey |
| 340992 -          | 2007 EJ198               | 15 marzo 2007    | Mt. Lemmon Survey |
| 340993 -          | 2007 EL199               | 13 marzo 2007    | CSS               |
| 340994 -          | 2007 EA210               | 8 marzo 2007     | NEAT              |
| 340995 -          | 2007 EK212               | 8 marzo 2007     | NEAT              |
| 340996 -          | 2007 EL214               | 9 marzo 2007     | Spacewatch        |
| 340997 -          | 2007 EO215               | 12 marzo 2007    | CSS               |
| 340998 -          | 2007 EP215               | 12 marzo 2007    | CSS               |
| 340999 -          | 2007 EV216               | 15 marzo 2007    | CSS               |
| 341000 -          | 2007 EK220               | 14 marzo 2007    | Spacewatch        |